# Petrussa-Index
Der Petrussa-Index dient der Beurteilung des Reifezustandes von Neugeborenen.
| Kriterium   | 0 Punkte                      | 1 Punkt                     | 2 Punkte                    |
| ----------- | ----------------------------- | --------------------------- | --------------------------- |
| Ohrform     | ungeformt                     | weich                       | fest                        |
| Haut        | durchsichtig                  | dünn                        | rosig, fest                 |
| Brustwarzen | nur als roter Punkt erkennbar | Areola < 5 mm               | Areola > 5 mm               |
| Hoden       | nicht tastbar                 | hoch im Skrotum             | deszendiert                 |
| Labien      | labia majora < labia minora   | labia majora = labia minora | labia majora > labia minora |
| Fußsohlen   | keine Falten                  | distal Falten               | überall Falten              |

Für jedes dieser sechs Kriterien (die Kriterien Hoden bzw. Labien sind geschlechtsabhängig) werden 0-2 Punkte gegeben. Das Reifealter (Gestationswoche) errechnet sich dann aus der Punktzahl + 30.

## Quelle
Muntau AC, Aust JK: Last Minute Pädiatrie, Urban & Fischer (2011) 1-20